# Pomelsee
Der Pomelsee ist ein See im Landkreis Mecklenburgische Seenplatte in Mecklenburg-Vorpommern. Er befindet sich zwei Kilometer südsüdwestlich von Wesenberg, zu dessen Gemeindegebiet er auch gehört.
Der Pomelsee ist ein Kesselsee mit einer maximalen Länge von 600 Metern und einer Breite von knapp 300 Metern. Sein Südufer wird von dem steilen Hang des Pomelbergs (89,7 m ü. NHN), sowie dem Waldgebiet der Drosedower Tannen begrenzt. Nach Osten und Nordosten schließt sich flaches Sumpfland an, von welchem aus ein Graben den See mit der Schwaanhavel verbindet.
Die Bezeichnung Pomel verweist auf eine ehemalige Feldmark Pomel, welche die heutige Region der östlichen Drosedower Tannen bis zum nördlichen Plätlinsee benannte. Das bereits im Spätmittelalter wüst gewordene Dorf Pomela bona gab diesem Gebiet, so auch dem See, seinen Namen.

## Quelle
1. ↑  DSV-Verlag, Mecklenburger Kleinseenplatte (1:25000 Gewässerkarte)